# Nagyiván
Nagyiván ist eine ungarische Gemeinde im Kreis Tiszafüred im Komitat Jász-Nagykun-Szolnok.